# Dommelbaarzen
De Dommelbaarzen (officieel: Vughtse Zwemvereniging (VZV) de Dommelbaarzen) is een zwemvereniging uit Vught, opgericht op 27 maart 1969. De naam `Dommelbaarzen´ verwijst enerzijds naar de Vughtse wijk De Baarzen en de vissoort Baars en anderzijds naar rivier de Dommel. Tevens is de carnavalsnaam van Vught Dommelbaorzedurp.
De club bestaat uit de afdelingen Trimzwemmen, Zwemmen Voor Mensen met een Beperking (ZMEB), masters zwemmen, Open water-zwemmen en Start 2 Swim (borstcrawlcursus voor volwassenen). Er wordt gezwommen in Vught in zwembad Ouwerkerk en in het open water van de IJzeren Man en sinds september 2023 in ‘S-Hertogenbosch in het Sportiom. Aan de IJzeren Man heeft de club, samen met Watersportvereniging de IJzeren Man en de Vughtse IJsclub, een clubhuis.

## Geschiedenis: wedstrijdzwemmen
Tot de zomer van 2020 waren De Dommelbaarzen ook actief in het wedstrijdzwemmen. De club kende haar gloriedagen in de jaren 80 met zwemmers als Annemarie Verstappen, Arthur de Rouw, Fred Vollebergh en Edwin Vissers. Na promotie in het seizoen 2012-2011 komt de vereniging weer uit in de landelijke C-competitie en daarna zelfs in de B-competitie.
De Dommelbaarzen is naast het kortebaanzwemmen, tevens 's zomers actief in het langebaanzwemmen (openwaterzwemmen). Gedurende deze periode, trainen de zwemmers in de IJzeren Man. Hoogtepunt voor de vereniging in het openwaterzwemmen is de zevende plaats in de eindstand van het landelijke verenigingsklassement en de eerste plaats in het Brabantse verenigingsklassement in de zomer van 2011.
Op 13 juni 2009 vond in het kader van het 40-jarig bestaan van de Dommelbaarzen voor de eerste keer een prestatiezwemtocht in de IJzeren Man plaats. Vanaf het jaar 2011 kreeg deze tocht een vervolg in de vorm van een openwaterwedstrijd. Deze is onder de naam IJzeren Man Zwemrace tot en met 2019 georganiseerd.

## Nationale zwemcompetitie
| Nationale zwemcompetitie |                      |          |
| Jaar                     | Competitie           | Positie  |
| 1999/2000                | C-competitie         | 21       |
| 2000/2001                | C-competitie         | 22       |
| 2001/2002                | C-competitie         | 23       |
| 2002/2003                | C-competitie         | 23       |
| 2003/2004                | C-competitie         | 10       |
| 2004/2005                | C-competitie         | 50       |
| 2005/2006                | C-competitie         | 59       |
| 2006/2007                | District 5, afd. 1   | 7        |
| 2007/2008                | District 5, afd. 1   | 6        |
| 2008/2009                | District 5, afd. 1   | 2        |
| 2009/2010                | C-competitie         | 6        |
| 2010/2011                | C-competitie         | 15       |
| 2011/2012                | C-competitie         | 22       |
| 2012/2013                | District 5, afd. 1   | 5        |
| 2013/2014                | C-competitie         | 15       |
| 2014/2015                | C-competitie         | 16       |
| 2015/2016                | C-competitie         | Onbekend |
| 2016/2017                | C-competitie         | 3        |
| 2018/2019                | B-competitie, afd. 2 | 4        |

## Openwater
| Openwater Noord-Brabant |       |       |         |                    | Openwater Landelijk   |
| Jaar                    | Heren | Dames | Masters | Brabant klassement | Verenigingsklassement |
| 2003                    | 11    | 9     | 19      |                    |                       |
| 2004                    | 12    | 9     | 17      |                    |                       |
| 2005                    | 7     | 12    | 12      |                    |                       |
| 2006                    | 11    | 12    | 9       |                    | 79                    |
| 2007                    | 2     | 7     | 4       |                    | 23                    |
| 2008                    | 2     | 7     | 19      |                    | 25                    |
| 2009                    | 2     | 10    | 4       |                    | 11                    |
| 2010                    | 1     | 5     | 2       | 2                  | 8                     |
| 2011                    | 1     | 8     | 3       | 1                  | 7                     |
| 2012                    | 11    | 6     | 14      | 3                  | 14                    |
| 2013                    | 10    | 6     | 15      | 3                  | 15                    |
| 2014                    | 4     | 5     | 11      | 7                  | 28                    |
| 2015                    | 7     | 2     | 8       | 7                  | 25                    |
| 2016                    | 7     | 2     | 7       | 10                 | 28                    |
| 2017                    | 8     | 2     | 3       | 9                  | 31                    |
| 2018                    | 5     | 2     | 2       | 6                  | 31                    |
| 2019                    | 6     | 1     | 0       | 8                  | 60                    |